# Zygmunt Gużewski

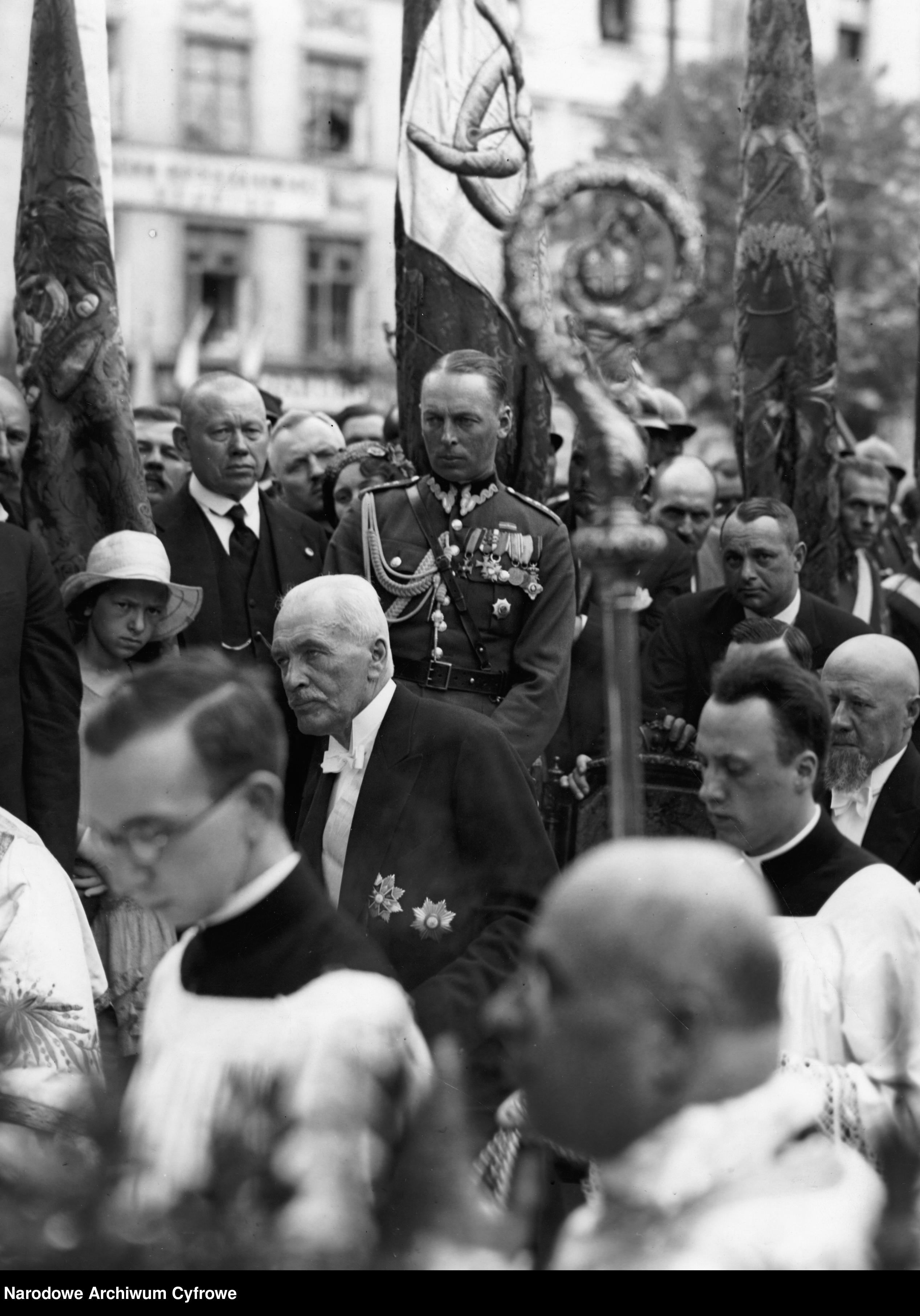
Procesja Bożego Ciała 26 maja 1932 w Warszawie. Kpt. Zygmunt Gużewski stoi za klęczącym prezydentem Rzeczypospolitej Ignacym Mościckim.

Zygmunt Gużewski (ur. 23 sierpnia 1894 w Dyrwianach, zm. 15 września 1973 w Ottawie) – major artylerii Wojska Polskiego, kawaler Orderu Virtuti Militari, adiutant przyboczny prezydenta Rzeczypospolitej, starosta chełmiński (1937–1939).

## Życiorys
Urodził się w majatku Dyrwiany, w ówczesnym powiecie teleszewskim guberni kowieńskiej, w rodzinie Ludwika i Heleny ze Staniewiczów. Jego ojciec był dyrektorem fabryki w Kramatorsku. Miał dwie siostry. Starsza z sióstr – Wanda Maria (1893–1985) była żoną podpułkownika kawalerii Adama Radomyskiego, a po jego śmierci wyszła za mąż za podpułkownika kawalerii Jerzego Andersa. Młodsza siostra – Maria Helena (1897–1973) została żoną Ksawerego Szukszta (1899–1933). Jego dziadkiem był Jan Staniewicz, żołnierz Legii Cudzoziemskiej oraz uczestnik powstania wielkopolskiego (1848) i styczniowego, stryjem Adolf Gużewski, kompozytor i dyrygent, a kuzynem Ryszard Gużewski (1911–1940), podporucznik kawalerii, który zginął w Katyniu.
Zygmunt w latach 1907–1909 był uczniem gimnazjum Wojciecha Górskiego w Warszawie, w latach 1909–1913 szkoły realnej w Charkowie, gdzie zdał egzamin dojrzałości. Następnie rozpoczął studia na Wydziale Chemicznym Instytutu Technologicznego w Charkowie lub, według innych źródeł, na Cesarskim Uniwersytecie Charkowskim.
Od maja 1916 do 1918 służył w armii rosyjskiej. 22 grudnia 1916 ukończył Konstantynowską Szkołę Artylerii (ros. Константиновское артиллерийское училище) w Petersburgu . Następnie służył w 1 samodzielnej zapasowej baterii górskiej w Kijowie (ros. 1-я запасная горная отдельная батарея). W kwietniu lutego 1917 został wysłany na Front Południowo-Zachodni i wcielony do 204 Brygady Artylerii (ros. 204-я артиллерийская бригада) należącej do 48 Korpusu Armijnego. 10 stycznia 1918 wstąpił do oddziału rotmistrza Engla, który w następnym miesiącu został rozbity przez bolszewików. Następnie przebywał w Kijowie (zajętym przez wojska niemieckie). Uzyskał wówczas zwolnienie z wojska. Od maja 1918 przebywał w Rostowie nad Donem, od sierpnia 1918 na Litwie, w styczniu 1919 przyjechał do Warszawy.
1 marca 1919 wstąpił do Wojska Polskiego, początkowo służył w 1 pułku szwoleżerów w stopniu szeregowca. 25 maja 1919 został formalnie przyjęty do Wojska Polskiego z byłych Korpusów Wschodnich i byłej armii rosyjskiej, z zatwierdzeniem posiadanego stopnia porucznika, zaliczony do I Rezerwy armii z jednoczesnym powołaniem do służby czynnej na czas wojny aż do demobilizacji i przydzielony z dniem 20 maja 1919 do Inspektoratu Artylerii. Od czerwca 1919 służył w 8 pułku artylerii polowej. W jego szeregach walczył w wojnie z bolszewikami. Początkowo dowodził plutonem w 6. baterii. 18 października 1919 wyróżnił się walce pod Woronem, wspierając 13 pułk piechoty oraz w maju 1920, w walkach odwrotowych. 24 lipca został ciężko ranny. 16 września 1920 dowodził 7. baterią w bitwie pod Dytiatynem.
Po zakończeniu działań wojennych kontynuował służbę wojskową w 8 pułku artylerii polowej w Płocku na stanowisku dowódcy 5 baterii. W lipcu 1928 został przeniesiony do kadry oficerów artylerii z równoczesnym przeniesieniem służbowym do Szkoły Podchorążych Rezerwy Artylerii we Włodzimierzu Wołyńskim na stanowisko instruktora. Od 12 maja 1929 do 12 czerwca 1930 był przydzielony do dyspozycji prezesa Rady Ministrów. Następnie został przeniesiony do Gabinetu Wojskowego Prezydenta Rzeczypospolitej na stanowisko adiutanta przybocznego. 27 czerwca 1935 został awansowany na majora ze starszeństwem z dniem 1 stycznia 1935 i 7. lokatą w korpusie oficerów artylerii. W lipcu 1936 zakończył służbę wojskową. Z dniem 31 maja 1937 został przeniesiony w stan spoczynku.
W maju 1937, po odbyciu praktyki w Urzędzie Wojewódzkim Poznańskim, został mianowany starostą powiatowym w Chełmnie (obowiązki objął 10 czerwca 1937). Przewodniczył powiatowemu Komitetowi Przysposobienia Wojskowego i Wychowania Fizycznego oraz pełnił funkcję prezesa Funduszu Obrony Narodowej i Ligi Obrony Powietrznej i Przeciwgazowej. Na stanowisku starosty chełmińskiego pozostawał do września 1939. 19 września 1939 przedostał się do Rumunii, tam organizował tajną ewakuację żołnierzy polskich do Francji.
8 kwietnia 1940 został zarejestrowany jako polski oficer przybyły do obozu wojskowego w Carpiagne pod Marsylią, następnie przebywał w ośrodku oficerów artylerii w Vichy. Po ewakuacji do Wielkiej Brytanii, przybył 26 czerwca 1940 do Liverpoolu, został po kilku miesiącach przydzielony do kadrowego 5 dyonu artylerii, od października 1941 do sierpnia 1943 dowodził pociągiem pancernym „H”. Później pracował w Inspektoracie Spraw Cywilnych oraz jako referent artylerii w Sztabie Naczelnego Wodza, wstąpił do Polskiego Korpusu Przysposobienia i Rozmieszczenia. Po demobilizacji pracował jako ogrodnik.
16 marca 1949 przypłynął z rodziną do Kanady. Tam początkowo pracował na farmie, następnie jako inspektor miejski ds. budowy kanalizacji i wodociągów w Ottawie. Od 1953 był członkiem Stowarzyszenia Polskich Kombatantów.
11 listopada 1964 Naczelny Wódz gen. broni Władysław Anders mianował go z dniem 1 stycznia 1964 podpułkownikiem w korpusie oficerów artylerii. Zmarł 15 września 1973 w Ottawie, został pochowany na cmentarzu Holy Cross w Thornhill.
2 stycznia 1925 w Płocku ożenił się z Haliną z Lewandowskich (1904–1980), z którą miał córkę Hannę Marię (1923–1999).

## Ordery i odznaczenia
- Krzyż Srebrny Orderu Wojskowego Virtuti Militari nr 237[1] – 1921[27]
- Krzyż Kawalerski Orderu Odrodzenia Polski – 11 listopada 1936 „za zasługi w służbie wojskowej”[28]
- Krzyż Walecznych czterokrotnie[29] (po raz pierwszy w zamian za dyplom byłego Frontu Litewsko-Białoruskiego „za Waleczność”)[30][31]
- Srebrny Krzyż Zasługi – 10 listopada 1928[32][33]
- Medal Pamiątkowy za Wojnę 1918–1921[2]
- Medal Dziesięciolecia Odzyskanej Niepodległości[2]
- Srebrny Medal za Długoletnią Służbę[2]
- Brązowy Medal za Długoletnią Służbę[2]
- Odznaka za Rany i Kontuzje z jedną gwiazdką[34]
- Odznaka pamiątkowa Szkoły Podchorążych Rezerwy Artylerii – 18 (19) grudnia 1930[35]
- Odznaka pamiątkowa 1 pułku artylerii górskiej – 11 sierpnia 1932[35]
- Odznaka pamiątkowa 13 pułku piechoty – 31 października 1933[35]

zagraniczne
- Krzyż Komandorski Orderu Krzyża Orła[2]
- Krzyż Komandorski Orderu Estońskiego Czerwonego Krzyża – 11 listopada 1936[36]
- Krzyż Oficerski Orderu Świętego Sawy – 19 marca 1933[37]
- Krzyż Oficerski Orderu Avis[2]
- Krzyż Kawalerski Orderu Legii Honorowej – 11 listopada 1934[38]
- Krzyż Kawalerski Orderu Gwiazdy Rumunii[39]
- Medal Obrony[3]
- Medal Wojny 1939–1945[3]